# نظرية الملكية المشتركة
نظرية الملكية المشتركة هي نظرية أصحابها وعلى رأسهم (planiol)، لا يؤيدون نظرية الافتراض القانوني وأيضاً لا يؤيدون نظرية الشخصية الحقيقية، وإنما يقولون بفكرة موادها أن الأموال التي ينشأ بها الشخص الاعتباري، تعتبر ملكية مشتركة للأفراد الذين خصصت تلك أموال لمنفعتهم.
ويضيفون إلى ذلك قولهم بأن الملكية المشتركة ملكية من نوع خاص فهي تختلف عن الملكية الفردية بحيث لا يجوز بأحد المالكين أن يتصرف في حصته من المال المشترك ولا يجوز له أن يطالب بقسمه المال المشترك ليحصل على نصيبه.
ومعنى ذلك أنه لو كانت المؤسسة أو جمعية أنشأت مستشفى لا نقول يوجد شخص اعتباري هو المؤسسة أو جمعية، ولكننا نقول بأن هناك ملكية مشتركة حقيقية لأشخاص طبيعيين هم المستفيدون من العلاج بصفة مباشرة، وليست هناك شخصيه اعتباريه مستقلة عن المكونين للمشروع.

## نقد النظرية
يؤخذ عليها ما لوحظ على سابقتها من أنها تعتبر الإنسان هو وحدة الشخص الحقيقي في نظر القانون، كما أنها نظرية قاصرة، ترى في الشخص الاعتباري دائماً جماعه من الأفراد تنسب إليهم الملكية المشتركة مع أنه قد يكون مجموعة من الأموال، يضاف الي ذلك أنها تهتم في نظرتها إلى الشخص الاعتباري بالمال وحده، مع أن الدولة وهي أهم أشخاص القانون العام لا يميزها بصفة أساسية إلا مالها من حقوق السلطة وما تسعى إليه من أغراض غير مادية، بل إن هناك من أشخاص القانون الخاص من يسعى إلى تحقيق أغراضه بوسائل غير مادية كالجمعيات العلمية والفنية.
وفضلا عن كل هذا فإن ما تقول به النظرية من نسبه الملكية المشتركة إلى مجموع الأفراد ككل مستقل عن إرادة أي فرد منهم، إنما هو بعينه فكره شخصية الاعتبارية التي تنكرها هذه النظرية.